# Orangemoody編輯維基百科事件
2015年8月31日，英语维基百科社群發現了381個分身帳號，運營有償編輯圈子而無聲明。事件背景是，一些中型企業曾藉維基百科「建立條目」（AFC）的流程，編寫關於自身的條目，呈交予較資深的編輯審核，但不獲通過。該圈子的參與者以此為由，敲詐这些企業。事件中，首個揭發的帳號名為「Orangemoody」，事件因而得名。這是維基百科直至2021年6月最大的利益衝突醜聞，規模超逾2013年所發現的Wiki-PR案，該案約有250個分身帳號被封禁。
此事有英、法、德文新聞報導，包含共青团真理报、Le Temps、世界報、以及時代週報。這樣的編輯行為被媒體形容為「黑帽」編輯（Tech Crunch）、「不誠信編輯」（PC World）、「敲詐」（Wired）、「勒索詐騙」（獨立報）以及「大型網路犯罪集團」（ThinkProgress）。

## 發展歷程
2015年英语维基百科的管理员封禁了381個帳號，許多皆是經維基百科編輯志工發起的兩個月調查後，懷疑由同一群人使用的分身。這些帳號建立的維基百科條目中，超過200篇遭到刪除。
維基百科的調查結果，以第一個被揭發的帳號名稱「Orangemoody」稱呼此事。調查發現這些分身有搜尋過被刪除或拒稿的條目，條目主體包括企業和個人。其中，有許多條目是因為宣傳性質而遭到刪除。這些編輯之中，有些冒充成維基百科的管理員，敲詐該些企業，稱付錢才可以發佈該些條目，並加以保護。除了企業以外，也有個人被敲詐，包含古巴籍音樂家Dayramir Gonzalez。這些詐騙者自己可能也有份刪除部分條目。

## 外部連結
- Erhart, Ed; Barbara, Juliet. . Wikimedia blog. Wikimedia Foundation. 2015-08-31  [2015-09-06]. （原始内容存档于2015-09-05）.